# Serafin (jezioro)

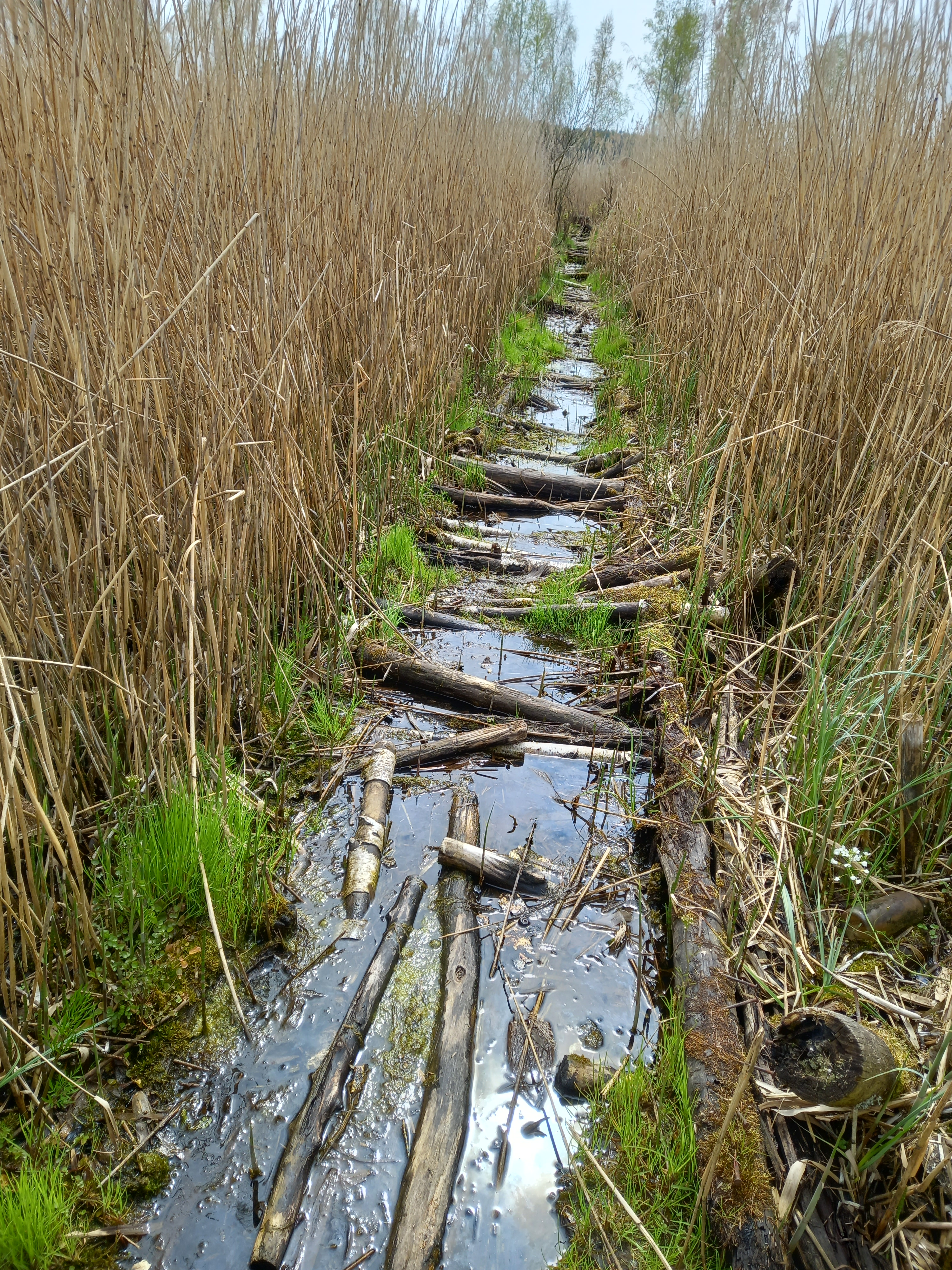
Niszczejąca kładka w 2022 roku

Jezioro Serafin (dawniej Jezioro Krusko) – nieistniejący dziś naturalny zbiornik polodowcowy na Kurpiach Zielonych, ok. 1,5 km na północ od wsi Serafin (powiat ostrołęcki, gmina Łyse) i na południe od wsi Pupkowizna, znacznych rozmiarów i o niewielkiej głębokości. Obecnie jezioro znajduje się w obszarze Natura 2000 PLH140057 Torfowisko Serafin i stanowi Rezerwat przyrody Torfowisko Serafin. 
Pierwotnie zajmowało obszar wśród wysokich wydm i wzniesień morenowych z okresu ostatniego zlodowacenia.
W latach 1854-1862 prowadzono w okolicy prace melioracyjne, które przez doprowadzenie wód do Pisy sprawiły, że jezioro uległo spłyceniu. Pod koniec XIX wieku lustro jeziora szacowano na 900 mórg. Otwarte lustro wody utrzymało się do lat 50. XX wieku. Obecnie w znacznym stopniu osuszone i zamienione w łąki; pozostała część jeziora zarosła i zmieniła się w bagno i torfowisko. W 1998 utworzony tu rezerwat przyrody Torfowisko Serafin o pow. 184,92 ha w celu ochrony roślinności torfowiskowej i stanowisk żurawia. Tereny są zagospodarowane turystycznie (kładka i wieża obserwacyjna).
Dawna nazwa jeziora brzmiała Krusko i pochodziła zapewne od rzeki Kruszy. Uznaniem cieszyły się miejscowe karasie, ale żyły też liny, okonie, płocie i szczupaki. Prawo wolnego połowu mieli m.in. miejscowi Kurpie oraz nowogrodzcy. Początkowo wchodziło w skład dóbr starostwa łomżyńskiego, następnie narodowych Mały Płock, a od 1855 do dóbr Kolno. Przed 1912 rokiem jezioro należało do wsi Serafin i Pupkowizna, lecz ze względu na brak porozumienia między mieszkańcami było dzierżawione, a gospodarka rybacka dzierżawcy uchodziła za "rabunkową". 
Nad wschodnim brzegiem jeziora znajdował się jeden z trzech dworów myśliwskich książąt mazowieckich na terenie Puszczy Zagajnicy, zarządzany przez wybranych bartników.